# قاطر يوران عليا
قاطر يوران عليا (بالإنجليزية: Qater Yuran-e Olya)‏ هي منطقة سكنية تقع في قسم اجارود الشمالي الريفي في إيران. يقدر عدد سكانها بـ 53 نسمة .